# フォンデュ

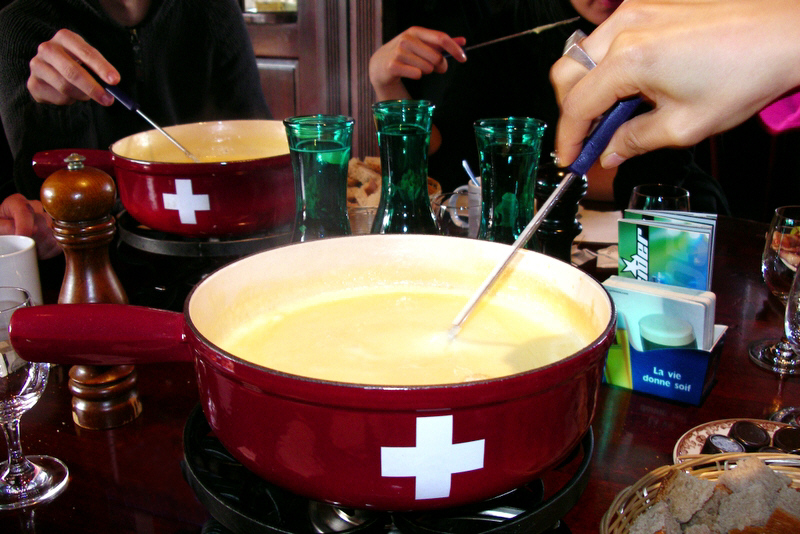
チーズフォンデュ（スイス）

フォンデュまたはフォンジュ（仏・英: fondue、独: Fondue、伊: fonduta）とは、スイス・サヴォワなどフランスの一部・イタリア北部のピエモンテとヴァッレ・ダオスタなど、フランス語圏を主とするアルプス地方とその周辺地域（一部はドイツ語圏・イタリア語圏）を発祥とする、チーズフォンデュなどの鍋料理や、それらに類似する料理の総称。
フォンデュ（fondue）の語源は、フランス語で「溶ける・溶かす」の意の動詞「fondre」の過去分詞「fondu」に由来する。
フォンデュの種類には、チーズフォンデュのほか、フォンデュ・ブルギニョン、フォンデュ・シノワーズ、チョコレート・フォンデュなどがある。
フォンデュは、ヨーロッパでは主にフランス語圏で供されているため、北米などヨーロッパ以外では、カナダ・ケベック州でフォンデュを供するレストランが比較的多い。

## 各種のフォンデュ

### チーズフォンデュ
最も代表的なフォンデュで、単に「フォンデュ」といえば、多くの場合この料理を指す。
カクロンと呼ばれるフォンデュ鍋の内側にニンニクを擦り付け、細かく切ったチーズを白ワインに溶かし、一口大に切ったパン、時には温野菜をフォークか串に刺して、溶かしたチーズを絡め取って食べる。もともとは硬くなったパンを、柔らかくもどしておいしく食べるために考えだされた。
材料のチーズは、エメンタールチーズとグリュイエールチーズが最も一般的である。どのチーズをどのくらい混ぜるかといった、チーズの種類とその配合比は店や家庭ごとに異なっていて、それぞれ伝統の味を守っている。酒類は白ワインのほか、キルシュを加えることが多い。
チーズに野菜等の具を加えないチーズフォンデュが多い。エメンタールチーズ・グリュイエールチーズに白ワインとキルシュを加えて野菜等の具を加えない、最も一般的なチーズフォンデュをフォンデュ・ヌシャテロワーズ（Fondue Neuchâteloise）という。しかし、トマトまたはキノコ類をチーズ等に加えて調理することもある。

### フォンデュ・ブルギニョン（fondue bourguignonne）
オイルフォンデュ、ミートフォンデュとも呼ばれる。
鍋に油を満たして熱し、串に刺したさいの目に切った肉などの食材を揚げて食べる。「bourguignonne（ブルギニヨン、ブルゴーニュ風の）」と呼ばれるがブルゴーニュ地方の郷土料理ではなく、スイス料理の一つである。数種のソースを用意し、食べる際に各自が好みのソースを揚げた食材につける。
本場のスイスでは、揚げる食材は肉のみの場合が多い。
伊豆大島では名産品の椿油を用いた「椿フォンデュ」が名物料理としてあり、オイルフォンデュを応用している。
また、数種類の野菜をニンニク、アンチョビなどを混合した油に浸して食べる北イタリアのバーニャ・カウダもフォンデュ・ブルギニヨンに類似の料理である。

### フォンデュ・シノワーズ（fondue chinoise）
「chinoise（シノワーズ、中国風の）」と呼ばれるが中華料理との関連性は定かではなく、スイス料理の1つである。
串に刺した薄切りの肉や魚介類などの食材を、煮立たせたコンソメやブイヨンのスープで加熱調理するスイス料理の一つ。フォンデュ・ブルギニョンと同様、数種のソースを用意し、各自が好みのソースをつけて食べる。

### ミートフォンデュの語
「ミートフォンデュ（肉のフォンデュ）」の語は、フォンデュ・ブルギニョンを指す場合が多いが、フォンデュ・シノワーズを指すこともあり、フォンデュ・ブルギニョンとフォンデュ・シノワーズの両方を指す総称としても使われる。

## フォンデュに類似のデザート（デザートフォンデュ）

### チョコレートフォンデュ（fondue au chocolat）
土鍋などの食器に、牛乳や生クリームを加えて加熱して溶かしたチョコレートを入れ、串かフォークに刺したマシュマロや果物、パンなどの食材にチョコレートをからめて食べる、チーズフォンデュのような形態のデザート。
チョコレートフォンデュを機械を用いて噴水のように流して演出するチョコレートファウンテンもあり、バレンタインデー直前のデパートや結婚式の際にホテルでそのコーナーが設けられ、客に供される。近年では屋台でも見かけることができる。

## 罰ゲーム
日本や中国などアジア諸国でも鍋料理の食事は娯楽性が強いが、フォンデュはチーズフォンデュでも、その他のフォンデュでも、さらに娯楽性が強い。
チーズフォンデュではパンを、オイルフォンデュ・スープフォンデュでは肉を、チョコレートフォンデュではマシュマロを鍋の中に落とすと、その人に罰ゲームを課す習慣が欧米にはある。